# Theodor Bersin
Theodor Bersin (* 26. Juli 1902 in Riga; † 29. Mai 1967 in St. Gallen) war ein deutscher Biochemiker und NS-Dozentenbundsführer.

## Leben
Bersin besuchte die deutsche Schule in Riga und Moskau. Während seines 1921 begonnenen Chemiestudiums wurde er Mitglied der Landsmannschaft Arminia Königsberg. Er wurde 1927 als akademischer Schüler von Hans Meerwein an der Albertus-Universität Königsberg promoviert. Darauf wurde er Assistent in Marburg. 1933 trat er in die SA und zum 1. Mai desselben Jahres in die NSDAP ein (Mitgliedsnummer 2.828.193). 1935 wurde er nach der Habilitation bei Friedrich Kutscher Dozent an der Universität Marburg. 1937/38 und erneut 1940/41 war Bersin stellv. Führer der Dozentenschaft und Dozentenbundführer an der Universität Marburg. Von 1938 bis 1945 war er planmäßiger a.o. Professor in Marburg und Direktor des Physiologisch-Chemischen Instituts. 1940 wurde er stellvertretender Gaudozentenbundführer und 1943 Fachgruppenleiter für organische und physiologische Chemie der Reichszentrale für Ostforschung im Reichsministerium für die besetzten Ostgebiete. Sein geheimes Forschungsprojekt richtete sich auf Biokampfstoffe. Einer der Forschungsaufträge betraf die physiologische Wirkung von Giftgaskampfstoffen.
Als aktiver Nationalsozialist wurde Bersin 1945 entlassen. Von 1945 bis 1948 war er in Internierungshaft. Im Spruchkammerverfahren wurde Bersin als "Mitläufer" eingestuft. 1950 wurde er Leiter der Forschungsabteilung der Hausmann AG in St. Gallen.
Bersin untersuchte u. a. den Einfluss von Metallen und organischen Katalysatoren auf Oxidation und Autoxidation von Mercaptoverbindungen. Weiter erforschte er Enzyme, bei denen aktive Schwefelwasserstoff-Gruppen beteiligt sind.

## Schriften
- Lehrbuch der Enzymologie, 1938 u.ö.
- Biochemie der Hormone, 2. Aufl. 1960
- Biokatalysatoren, aus dem Nachlass hg. v. Peter Gaudenz Waser, 1968